# Estadio de la Nueva Capital Administrativa
El Estadio Misr (Misr Stadium) también conocido como Estadio de la Nueva Capital Administrativa es un estadio de fútbol ubicado en la Nueva Capital Administrativa, a unos 50 km al este de la capital El Cairo, en Egipto. Con una capacidad prevista de 93.440 espectadores, será el estadio más grande del país y el segundo más grande de África, solo por debajo del FNB Stadium de Johannesburgo, está destinado a reemplazar al Estadio Internacional de El Cairo como el nuevo estadio nacional. Formará parte de un complejo deportivo más grande que ha estado en construcción desde 2015. Tendrá un campo de entrenamiento, dos pabellones deportivos y una piscina olímpica entre otras obras menores. Se construyó con miras a las posibles candidaturas del país para los Juegos Olímpicos de Verano o la Copa Mundial de Fútbol de 2030.

## Historia y diseño
La construcción del estadio comenzó en 2019 como parte de un gran complejo deportivo olímpico. Fue diseñado por las firmas italianas SHESA Architectural Design y MJW Structures, que también participaron en el Juventus Stadium en Turín y en el estadio Paul Biya en Yaundé, Camerún. La firma Orascom Construction fue el contratista principal y la obra finalizó en 2023.
El estadio está construido sobre una planta elíptica. El estilo del techo se basa en el Tocado de la antigua reina egipcia Nefertiti. La membrana del techo se extiende sobre 32 mástiles de acero que rodean el recinto en una red de cables pretensados. En el exterior, el estadio estará coronado por una fachada de múltiples tonalidades azul y turquesa.